# Dnieprowskaja
Dnieprowskaja (ros. Днепровская) – stanica w Rosji, w Kraju Krasnodarskim, w rejonie timaszowskim. W 2021 liczyła 3103 mieszkańców.